# Ділова етика
Ділова етика (або корпоративна етика) є формою прикладної або професійної етики, яка розглядає етичні принципи і моральні або етичні проблеми, які можуть виникнути у бізнес-середовищі. Вона застосовується до всіх аспектів ділової поведінки і стосується поведінки окремих осіб і цілих організацій. Ці форми етики походять від окремих осіб, організаційних заяв або правової системи. Ці норми, цінності, етичні і неетичні практики є принципами, які керують бізнесом. Вони допомагають компаніям підтримувати кращі зв'язки зі своїми зацікавленими сторонами.
Ділова етика відноситься до сучасних організаційних стандартів, принципів, наборів цінностей та норм, які регулюють дії та поведінку особи в бізнесовій організації. Ділова етика має два аспекти: нормативну ділову етику або описову ділову етику. Як корпоративна практика і кар'єрна спеціалізація, галузь є насамперед нормативною. Вчені, які намагаються зрозуміти поведінку бізнесу, використовують описові методи. Діапазон та кількість етичних питань бізнесу відображає взаємодію поведінки максимізації прибутку з неекономічними проблемами.
Інтерес до ділової етики стрімко зріс протягом 1980-х і 1990-х років, як у великих корпораціях, так і в наукових колах. Наприклад, більшість великих корпорацій сьогодні просувають свою відданість неекономічним цінностям під такими заголовками, як етичні кодекси та статути соціальної відповідальності.
Адам Сміт сказав: 
|  | Люди з одного і того ж різновиду торгівлі рідко зустрічаються разом, навіть для веселощів і розваг, але розмова закінчується змовою проти громадськості, або якоюсь вигадкою для підняття цін». |

Уряди використовують закони та нормативні документи, щоб скерувати поведінку бізнесу в корисних, на їхню думку, напрямки. Етика неявно регулює сфери та деталі поведінки, що виходять за межі державного контролю. Виникнення великих корпорацій з обмеженими відносинами і чутливістю до спільнот, в яких вони діють, прискорили розвиток формальних режимів етики.
Підтримка етичного статусу є обов'язком керівника підприємства. Згідно з Journal of Business Ethics «Управління етичною поведінкою є однією з найбільш поширених і складних проблем, з якими стикаються сьогодні бізнес-організації».